# Радіо Плюс
Радіо Плюс — українська музична інтернет-радіостанція, проєкт корпорації «Etoradio Network». Працює з Києва. Станція грає українські та західні хіти формату Hot AC, у плейлісті пріоритет надається західній музиці (одна-дві композиції на годину — українські). Більшу частину ефіру складає музичний нон-стоп, проте у вечірні години в ефірі транслюються програми виробництва київської синдикейшн-компанії «ФДР Радіоцентр».
Веде цілодобове мовлення з 29 червня 2005 року, працює винятково в Інтернеті.
Перший позивний — «Eto Radio Plus»; з нинішнім — з 2 квітня 2008 року.
Засновник радіостанції Віталій Чижов.

## Технічні характеристики сигналу
- Тип потоку: Streaming mp3 та OGG
- Швидкість потоку: 64 кбіт/c / 128 кбіт/c
- Аудіосигнал: 16 кГц, стерео / 44 кГц, стерео
- Мінімальна швидкість підключення: 64 кбіт/c
- Максимальна кількість слухачів: необмежена
- Час трансляції: цілодобово
- Мова програм: українська